# Aviosuperficie Ceraso
L'aviosuperficie Ceraso "Il Nido delle Aquile" è un'aviosuperficie italiana situata nel territorio comunale di Altamura, al Km 12,5 della Strada Provinciale 151 che collega Altamura a Ruvo di Puglia.

## Strutture e dati tecnici
Oltre alla pista di volo, sono presenti hangar, club house, scuola di volo, locali adibiti a foresteria e un parcheggio auto.